# 王彰 (正統進士)
王彰（？—？），廣東承宣布政使司潮州府海陽縣（今廣東省潮安縣）人，明朝政治人物。

## 生平
宣德十年（1435年）乙卯科廣東鄉試第一名。正統四年（1439年）己未科會試第四十五名，殿試登進士第二甲第十七名。授刑部主事。

## 家族
曾祖王致正。祖父王仁卿。父王聞凱。